# Moine-overschuiving

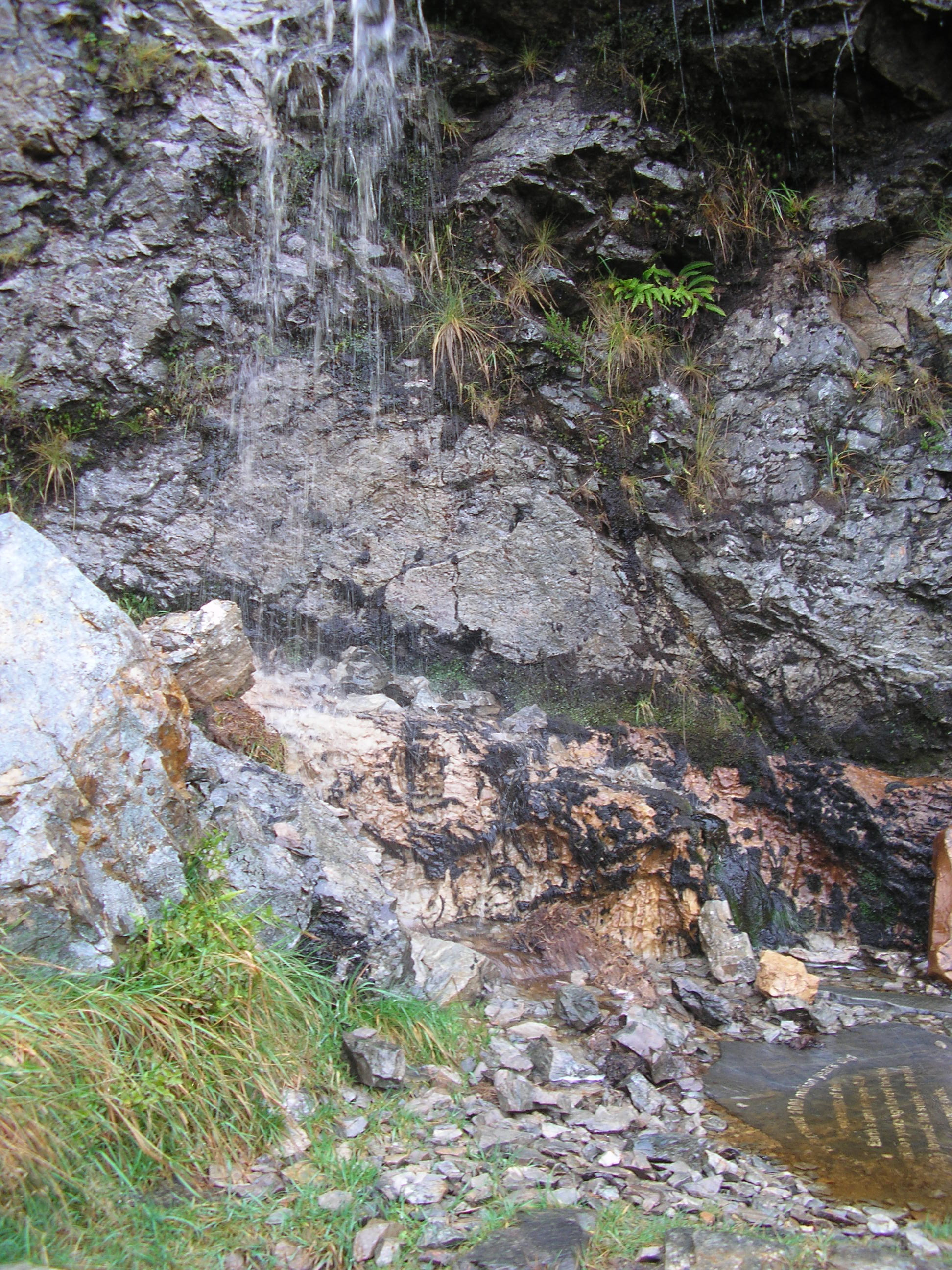
Breuklijn van de Moine-overschuiving bij Knockan Crag

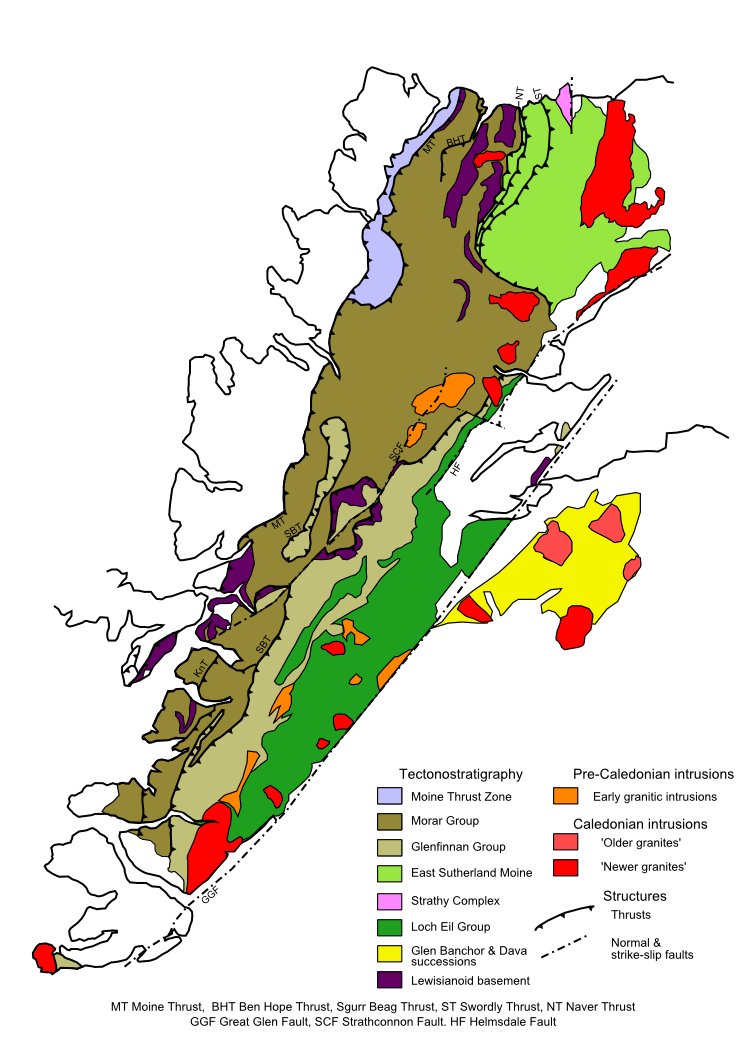
Geologische kaart van Schotland, met in het lichtpaars de Moine-overschuiving

De Moine-overschuiving is een geologische breukzone gelegen in Schotse Hooglanden die bestaat uit een groot aantal op elkaar volgende overschuivingen. De zone loopt vanaf Loch Eriboll aan de Schotse noordkust 190 km naar het zuidwesten tot de zuidpunt van het eiland Skye. De Moine-overschuiving werd gevormd tijdens de Caledonische orogenese en vormt de scheiding tussen de geologisch gecompliceerde kust van Noordwest-Schotland en de metamorfe gesteenten van de Schotse Caledoniden in het zuidoosten. Het verschil in gesteente vormt de reden voor een verschil in landschap tussen de heuvels in het zuidoosten en de ruigere bergen van het noordwesten van Schotland.

## Ontdekking
De ontdekking van het karakter van de Moine-overschuiving in 1907 volgde uit jarenlang nauwkeurig karteerwerk van de Britse geologische dienst onder leiding van de Britse geoloog Ben Peach en vormde een belangrijke ontdekking voor de structurele geologie. Het was de eerste keer dat een dergelijke grootschalige overschuivingszone ontdekt werd. Later zijn dergelijke overschuivingszones ook elders herkend, meestal langs de randen van gebergten.

## Ontstaan
Bij een overschuiving wordt door compressieve spanning het ene stuk aardkorst over het andere geduwd. Dat is bij de Moine-overschuiving meermalen achtereen gebeurd; zo ontstond hier een zogeheten overschuivingszone, waarbij door plaatbewegingen herhaaldelijk lagen van de korst op elkaar worden geschoven en dan weer iets teruggetrokken. De Moine-overschuiving ontstond tussen 410 en 430 miljoen jaar geleden (in het Siluur), toen Schotland blootstond aan sterke compressieve plaattektonische spanningen. Het kleine continent Avalonia (tegenwoordig Engeland en Noordwest-Europa) schoof vanuit het zuidoosten over het grotere Laurentia in het noordwesten.

## Structureel karakter van de Moine-overschuiving
De zone van overschuivingen is op sommige plekken zo'n 30 km breed, zuidoost van Ullapool is de zone juist erg smal. Langs en in de zone zijn sporen van extensieve deformatie in de gesteenten te herkennen. Mylonieten liggen zowel in de zone zelf als aan weerszijden in de hanging wall en footwall te vinden. Op andere plekken komen cataclasieten voor, wat geïnterpreteerd wordt als een geleidelijke overgang van de schuifzones van het plastische naar het brosse reologische domein in de loop van de actieve periode.